# Rattus Norvegicus (альбом)
Rattus Norvegicus — дебютный студийный альбом британской рок-группы The Stranglers, записанный в двух студиях — T.W. Studios (Фулем) и Olympic Studios (Барнс) — продюсером Мартином Рашентом и звукоинженером Аланом Уинстенли и выпущенный 15 апреля 1977 года компанией United Artists. Первоначальное название, Dead on Arrival, было заменено в последний момент. Альбом поднялся до 4-го места в UK Albums Chart.
Занимает 196 место в списке «500 величайших альбомов всех времён по версии журнала New Musical Express».

## Об альбоме
Диск, считающийся первым бестселлером панк-рока, радикально отличается (как отмечали критики) от того, что выпустили в том же году The Damned, The Clash или Sex Pistols. Группа вышла из глубин паб-рока, но исполняла при этом агрессивный психоделик-/прог-рок, отмеченный виртуозной работой Дэйва Гринфилда.

## Реакция критики
Сразу же после выхода альбом подвергся разгромной критике за секс-шовинизм. Особое возмущение женских организаций (и рецензента NME) вызвали «Sometimes», мрачное признание Корнуэлла о том, как он распрощался с подругой, надавав ей пощёчин. По этому поводу Жан-Жак Бёрнел говорил: 

Мы никогда не писали песен об избиении женщин. Хью написал всего одну песню, о том, как он своей подруге отвесил пощёчину. Несомненно, <трек> документирует печальный момент в их отношениях, но он — об одной конкретной женщине. Никоим образом эта песня не содержит в себе призыва к общественной деятельности того же рода. — Ж.-Ж. Бёрнел, NME, 1979
Столь же скандальный резонанс имела и «London Lady» (би-сайд первого сингла) — история постельного приключения Бёрнела с Кэролайн Кун, журналисткой из Sounds, публиковавшейся также в Melody Maker и активно поддерживавшей панк-движение.

## Синглы
Первый сингл альбома «(Get A) Grip (On Yourself)» не поднялся выше 44-го места в UK Singles Chart, но, как вскоре выяснилось, стал жертвой статистического сбоя.
Второй, «Peaches» (рифф которого, как вспоминал Бёрнел, получился в результате не слишком удачной его с Гринфилдом попытки сыграть регги), стал первым большим хитом группы, поднявшись в UK Singles Chart до #8. История о молодом человеке, курсирующем по берегу и пристающем к загорающим женщинам, также вызвала бурю возмущения со стороны феминисток.
В качестве третьего сингла рассматривался «Hanging Around», но предпочтение было отдано «Something Better Change» из альбома No More Heroes.

## Список композиций
Слова и музыка всех песен — написаны группой The Stranglers.
| №  | Название                 | Ведущий вокал  | Длительность |
| -- | ------------------------ | -------------- | ------------ |
| 1. | «Sometimes»              | Хью Корнуэлл   | 4:50         |
| 2. | «Goodbye Tolouse»        | Хью Корнуэлл   | 3:12         |
| 3. | «London Lady»            | Жан-Жак Бёрнел | 2:25         |
| 4. | «Princess of the Street» | Жан-Жак Бёрнел | 4:34         |
| 5. | «Hanging Around»         | Хью Корнуэлл   | 4:25         |

| №  | Название                                                                                 | Ведущий вокал  | Длительность |
| -- | ---------------------------------------------------------------------------------------- | -------------- | ------------ |
| 1. | «Peaches»                                                                                | Хью Корнуэлл   | 4:03         |
| 2. | «(Get A) Grip (On Yourself)»                                                             | Хью Корнуэлл   | 3:55         |
| 3. | «Ugly»                                                                                   | Жан-Жак Бёрнел | 4:03         |
| 4. | «Down in the Sewer» «Falling» «Down in the Sewer» «Trying to Get Out Again» «Rats Rally» | Хью Корнуэлл   | 7:30         |

| №   | Название                           | Длительность |
| --- | ---------------------------------- | ------------ |
| 10. | «Choosey Susie»                    | 3:14         |
| 11. | «Go Buddy Go»                      | 3:58         |
| 12. | «Peasant in the Big Shitty» (live) | 3:42         |

## Участники записи
Список составлен в соответствии с информацией базы данных Discogs.

| The Stranglers: - Хью Корнуэлл — гитара, вокал (песни 1, 2, 5, 6, 7, 9) - Жан-Жан Бернёл — бас-гитара, вокал (песни 3, 4, 8) - Дэйв Гринфилд — клавишные (Hammond L100, мини-муг, электрик-пиано Hohner Cembalet) - Джет Блэк — ударные Приглашённый музыкант: - Эрик Кларк — тенор-саксофон (песня «(Get A) Grip (On Yourself)») | Технический персонал: - Мартин Рашент — продюсер - Алан Уинстенли — звукорежиссёр - Дуг Беннетт — инженер сведе́ния - Бенни Кинг — ассистент инженера сведе́ния - Джон Дент — инженер нарезки лакового слоя - Тревор Роджерс — фотография для обложки - Пол Генри — дизайн обложки, художественное оформление |

## Позиции в хит-парадах
| Год       | Хит-парад                        | Высшая позиция | Пребывание в чарте |
| --------- | -------------------------------- | -------------- | ------------------ |
| 1977—1978 | Австралия (Kent Music Report)    | 82             | нет данных         |
| 1977—1978 | Великобритания (UK Albums Chart) | 4              | 34 недели          |

| Хит-парад (1977)             | Позиция |
| ---------------------------- | ------- |
| Великобритания (Gallup Poll) | 21      |

## Сертификации
| Регион | Сертификация | Продажи  |
| --- | ------------ | -------- |
| Великобритания (BPI) | Платиновый   | 300 000^ |
| * Данные о продажах приведены только на основе сертификации. · ^ Данные о тиражах приведены только на основе сертификации. · Данные о продажах + прослушиваниях приведены только на основе сертификации. |              |          |